# Пірозеро
Пірозеро (рос. Пирозеро) — присілок у Лодєйнопольському районі Ленінградської області Російської Федерації.
Населення становить 32 особи. Належить до муніципального утворення Альоховщинське сільське поселення.

## Історія
Згідно із законом від 20 вересня 2004 року № 63-оз належить до муніципального утворення Альоховщинське сільське поселення.

## Населення
| 1910 | 1961 | 1997 | 2007 | 2010 | 2014 | 2015 |
| ---- | ---- | ---- | ---- | ---- | ---- | ---- |
| 36   | ↗160 | ↘69  | ↘53  | ↗66  | ↘36  | ↘33  |
| 2016 |      |      |      |      |      |      |
| ↘32  |      |      |      |      |      |      |